# スィリアック・ハリス

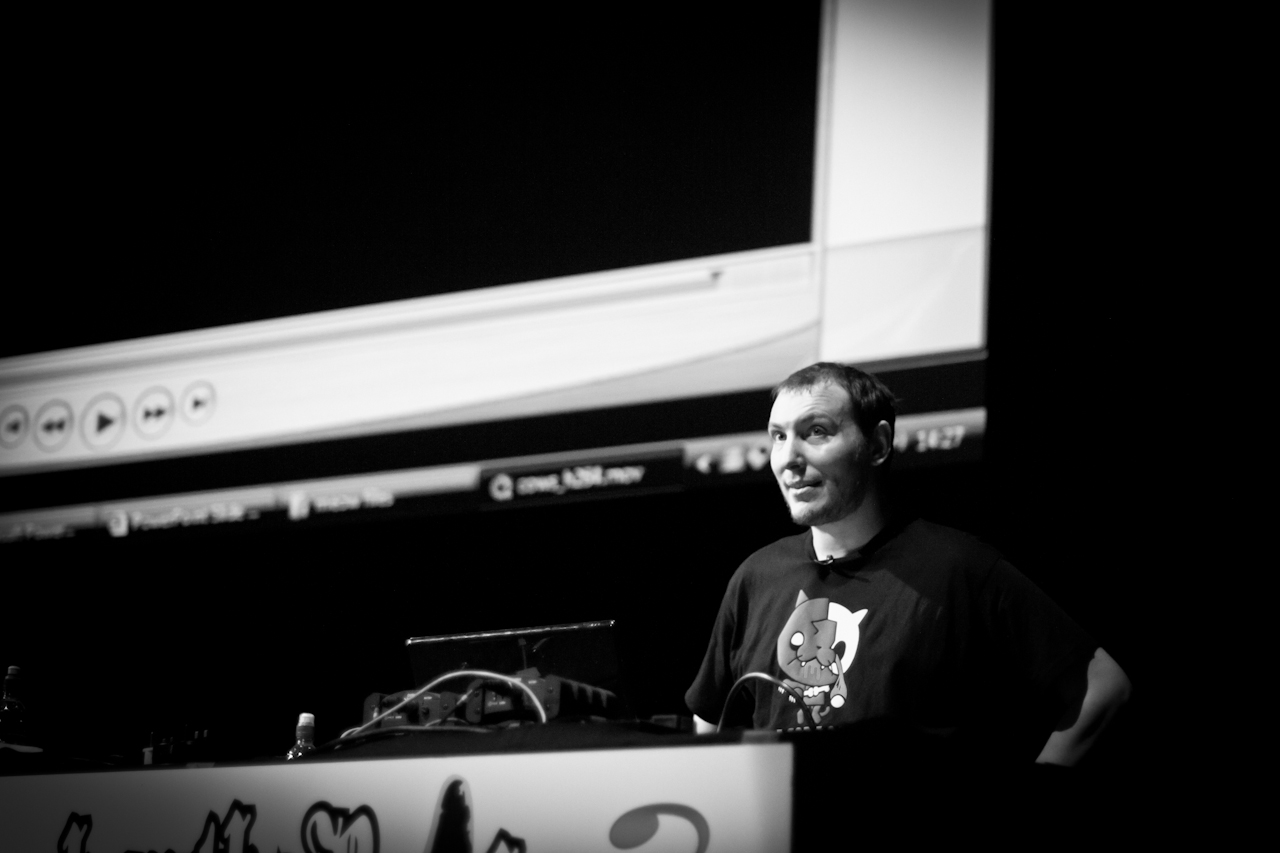
スィリアック・ハリス（2010年）

スィリアック・ハリス(Cyriak Harris)は、イギリスのアニメーター。

## 概要
イギリスのブライトン在住。フリーランスのアニメーターで、コマーシャルやミュージック・ビデオなどを製作している。それと同時に音楽アーティスト、漫画家、イラストレーターでもある。
彼がそのアニメーションの多くを公開しているB3ta(動画・画像の共有サイト)でのユーザー名は「ミューテイティド・モンティ」で、2004年以来投稿を続けている。
制作するアニメーション映像は超現実的かつサイケデリックなスタイルで、生物や人物の一部分がフラクタル幾何学や対数スケールに基づいて無限に増殖するようなモチーフがよく現れる。素材として用いられる写真や映像は、イギリス的なもの、例えばイギリスの有名人やテレビ番組や地元のブライトンの風景などが多く、猫、牛、羊などの動物も頻出する。Youtubeの自分のページでは、アニメ制作用のソフトとして Adobe Photoshop、After Effectsを、音楽制作にFL Studioを主に用いていると記述している。
彼のアニメーションはブラックユーモアが主なテーマであり、死、不条理、無機質、そして非日常などが作品の根底に見受けられる。また、そのアニメーションは政治批判も織り交ぜられる。同じように、彼のイラストやコミックにも上記のようなテーマが盛り込まれており、直線的・都会的・機械的・宇宙的なイメージが構築されている。